# Frank Butler (pallanuotista)
Frank Marchant Butler (Johannesburg, 4 luglio 1932 – Howick, 30 giugno 2015) è stato un pallanuotista sudafricano.
Ha fatto parte del Sudafrica che ha disputato il torneo di pallanuoto ai Giochi di Roma 1960.